# Ophion guptai
Ophion guptai là một loài tò vò trong họ Ichneumonidae.